# Veliki transport
Marele transport (în sârbocroată Veliki transport) este un film iugoslav de acțiune dramatic de război cu partizani din 1983, regizat de Veljko Bulajić. Filmul a fost ales ca propunerea iugoslavă pentru cel mai bun film străin la cea de-a 56-a ediție a Premiilor Oscar, dar nominalizare nu a fost acceptată. Rolurile principale au fost interpretate de actorii James Franciscus, Steve Railsback, Robert Vaughn, Helmut Berger și Edward Albert.

## Rezumat
În mai 1943, cartierul general al partizanilor iugoslavi din Voivodina decide să trimită întăriri unităților de partizani care sunt asediați de germani în estul Bosniei. Un convoi de peste o mie de voluntari care transportă alimente, haine și medicamente, condus de Pavle Paroški, pornește într-o misiune periculoasă. Lor li se alătură iubita lui Paroški, Dunja, medicul Emil Kovač și maiorul britanic Mason și operatorul său radio Danny, care are sarcina de a stabili comunicațiile cu partizanii.

## Distribuție
- James Franciscus – John Mason[5]
- Steve Railsback – Pavle Paroški (cu vocea lui Marko Nikolić )
- Robert Vaughn – Dr. Emil Kovač
- Helmut Berger – colonelul Glassendorf
- Edward Albert – Danny
- Joseph Campanella – maiorul german (cu vocea lui Peter Carsten)
- Bata Zivojinovic – Kosta
- Dragana Varagić – Dunja
- Zvonko Lepetić – Baća
- Ljiljana Blagojević – Dragana
- Tihomir Arsić – Jocika
- Dragomir Felba – Tima
- Dragan Bjelogrlić – Bora
- Dušan Janićijević – comandantul Miloš

## Lansare și recepție
Marele transport (Veliki transport) a fost lansat în cinematografele iugoslave la 5 iulie 1983. Filmul a fost lansat și pe DVD.
Încercarea lui Bulajić de a emula amploarea epică din Bătălia de pe Neretva (1969) nu a avut succes în rândul criticilor de film și a fost ignorată de public, care au considerat-o un anacronism, în special în vremurile de adversitate economică din Iugoslavia din anii 1980. Eșecul său a marcat sfârșitul unei epoci a filmelor epice cu partizani iugoslavi.